# باشگاه فوتبال موکتیجودها سنگساد
موکتیجودها سنگساد یک باشگاه فوتبال حرفه‌ای بنگلادشی مستقر در داکا، بنگلادش است. این باشگاه در لیگ قهرمانی بنگلادش، سطح دوم سیستم لیگ فوتبال بنگلادش، بازی می‌کند، زیرا آنها برای اولین بار از زمان آغاز لیگ برتر در سال ۲۰۰۷، در فصل ۲۳–۲۰۲۲ از لیگ برتر سقوط کردند.